# Ilse Koch
Margaret I. "Ilse" Koch, nata Köhler (Dresda, 22 settembre 1906 – Aichach, 1º settembre 1967), è stata una criminale di guerra tedesca, moglie di Karl Otto Koch, il comandante del campo di concentramento di Buchenwald e ufficiale delle SS. È conosciuta anche come "strega di Buchenwald" ("Die Hexe von Buchenwald"), "cagna di Buchenwald" ("Buchenwälder Hündin"), "donnaccia di Buchenwald" ("Buchenwälder Schlampe") e "iena di Buchenwald" ("Hyänen von Buchenwald"), per il suo crudele sadismo nei confronti dei prigionieri.
Dai processi ufficiali condotti a suo carico, sono infatti emersi particolari raccapriccianti, come quello secondo il quale, per una passione feticista per i tatuaggi, usava selezionare i prigionieri tatuati per poi farli uccidere e scuoiarne la pelle. Secondo alcune testimonianze portate nel medesimo processo, usava come soprammobili per la tavola due tsantsa, ovvero teste umane mummificate secondo riti occultisti. La sua fama ha contribuito a fare di Buchenwald uno dei lager più spaventosi della Germania nazista già in epoca antecedente alla fine della guerra, tanto da indurre persino le SS ad adoperarsi per la sua cattura.

## Biografia

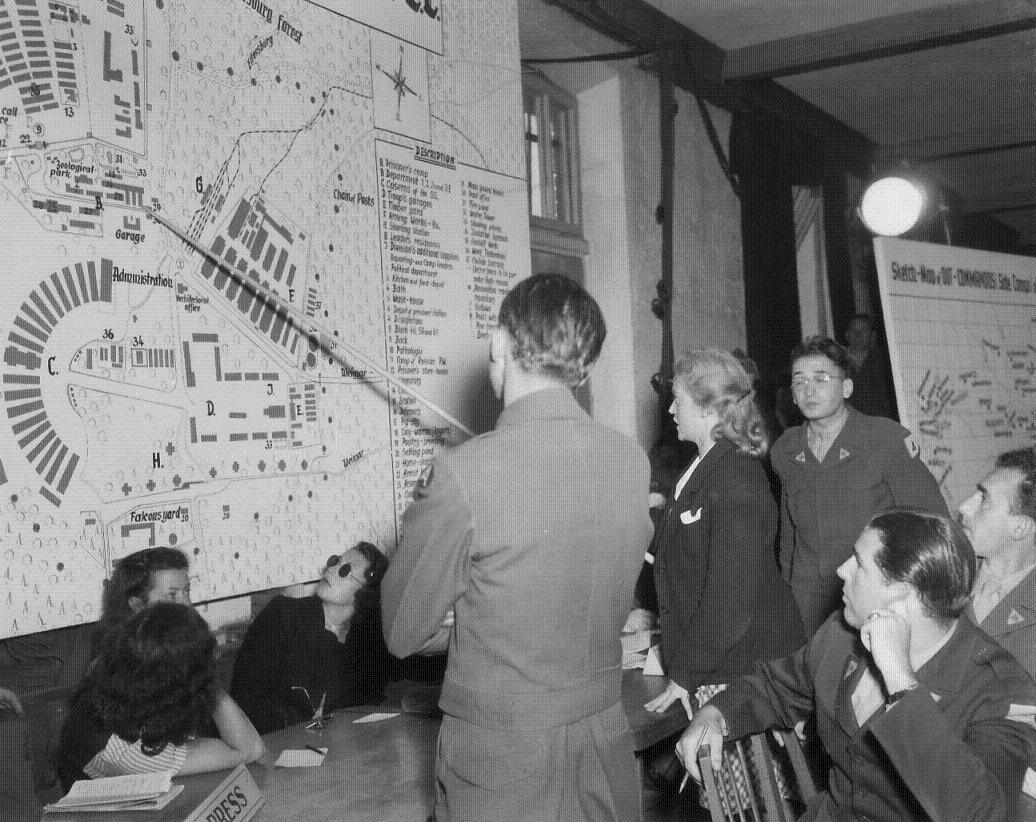
Ilse Koch durante il processo di Dachau

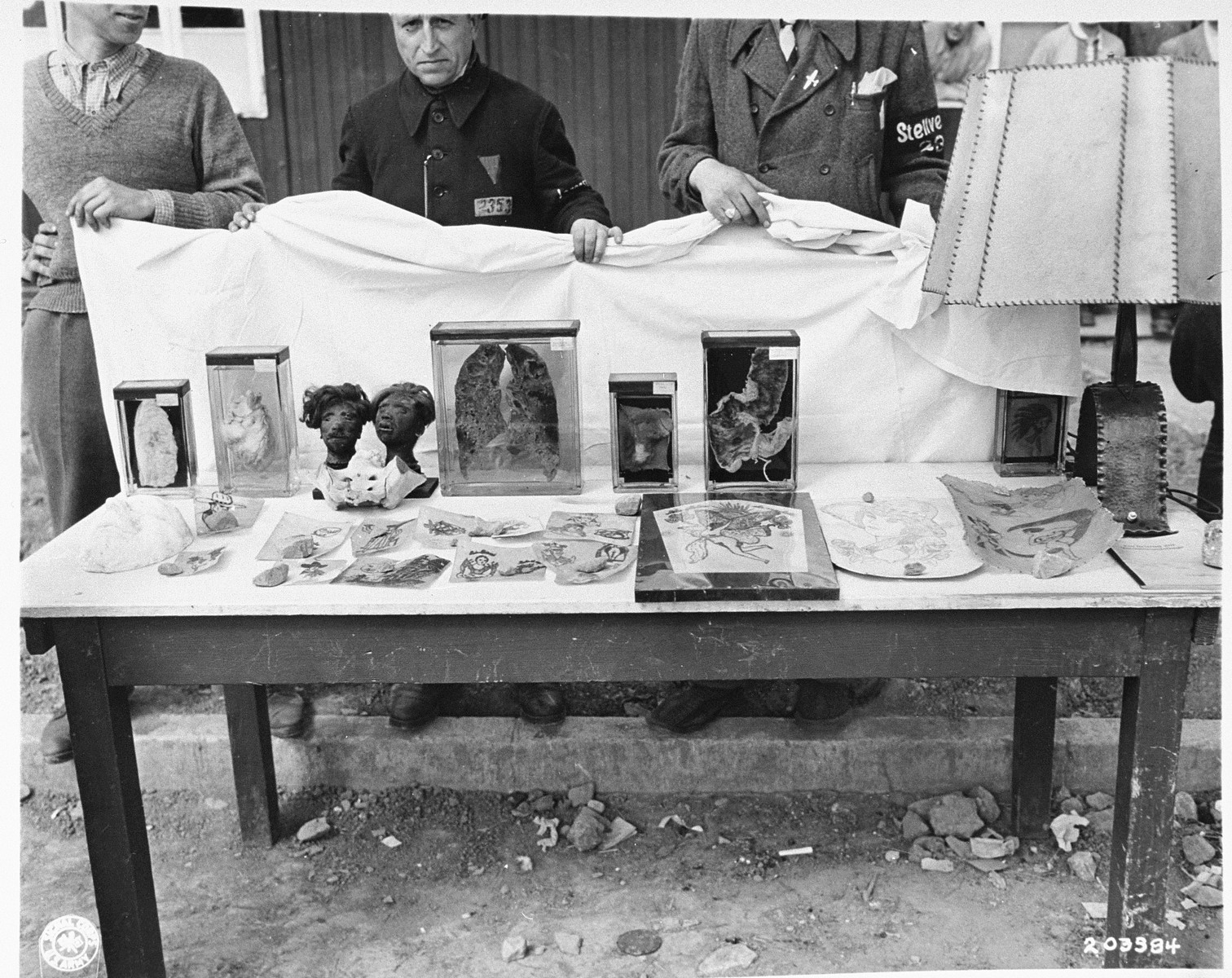
Buchenwald 16 aprile 1945. Collezione di organi interni di prigionieri, incluse due teste rimpicciolite e alcuni esemplari di pelle tatuata

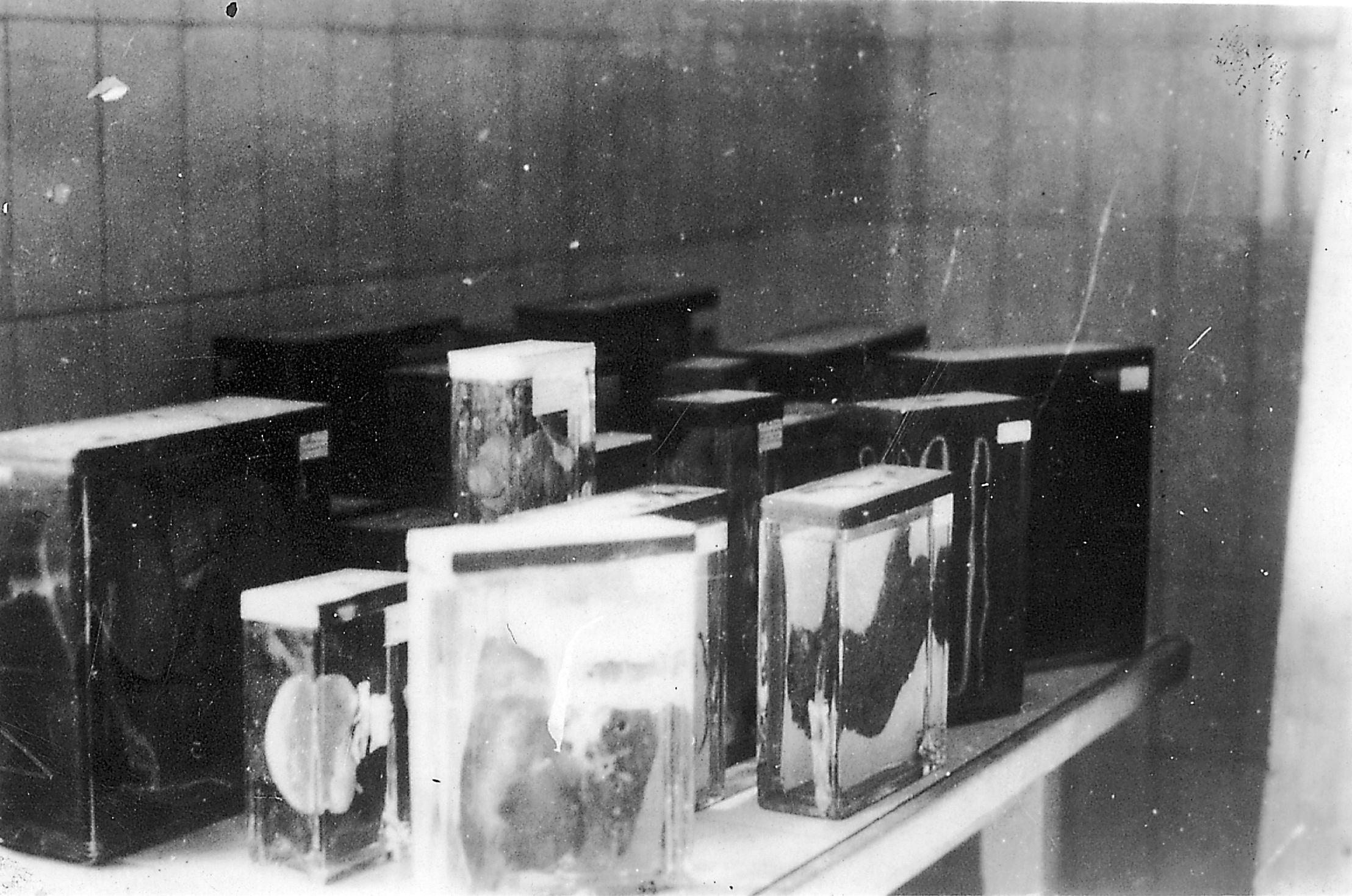
Buchenwald 16 aprile 1945. Collezione di organi interni di internati nel campo

Figlia di contadini, definita allegra e cortese, all'età di 15 anni lasciò la scuola per andare a lavorare in fabbrica. Poi iniziò il lavoro di bibliotecaria. Erano i tempi post-prima guerra mondiale, la Germania faticava a riprendersi dopo la sconfitta e la giovane iniziò a interessarsi all'ascesa del nazismo in Germania, diventando anche l'amante di numerosi soldati della SA.
La sua crudeltà iniziò nel 1936, quando diventò sorvegliante e segretaria presso il campo di concentramento di Sachsenhausen, vicino a Berlino. Qui conobbe e sposò il comandante Karl Otto Koch. Nel 1937 arrivò al campo di concentramento di Buchenwald, non come guardiano, ma come moglie del comandante: influenzata dal potere e dalla posizione del marito, iniziò a torturare gli internati. Nel 1941 divenne Oberaufseherin ("capo supervisore") del reparto femminile di sorveglianza del campo.
Karl Otto Koch nello stesso anno fu nominato comandante del campo di concentramento di Majdanek. Nel 1943 furono arrestati entrambi dalla Gestapo per malversazione e altri crimini. Ilse fu imprigionata verso la fine del 1944 o inizio 1945 a Weimar. Nel 1945 suo marito fu condannato a morte dalla corte SS a Monaco di Baviera e giustiziato in aprile. Ilse fu rilasciata e andò a stabilirsi con la propria famiglia a Ludwigsburg. Fu nuovamente arrestata dalle autorità statunitensi il 30 giugno 1945.

### Processo e suicidio
Processata dal tribunale militare di Dachau, fu condannata all'ergastolo nel 1947, pena poi commutata in 4 anni “perché non erano state fornite prove evidenti”. Fu rilasciata però nel 1949 dal Generale Lucius Clay, comandante statunitense della zona tedesca, ma venne subito arrestata e processata dalla corte tedesca, viste le proteste che si erano scatenate per la sua liberazione: fu nuovamente condannata al carcere a vita. S'impiccò nella sua cella della prigione di Aichach in Baviera dopo aver scritto una lettera al figlio. Venne poi sepolta nel cimitero vecchio di Aichach.